# Антигенсвязывающий фрагмент

При разрезании иммуноглобулина ферментом папаином образуется три фрагмента — два Fab и один Fc

Участок связывания антигена (Fab, fragment antigen binding) — участок молекулы иммуноглобулина, который связывает антиген. Он состоит из одного константного и одного вариабельного домена легкой и тяжелой цепей. Эти домены образуют паратоп — сайт связывания антигена на N-конце. Вариабельные домены связывают эпитоп специфических антигенов.
Fc и Fab могут быть получены разрезанием молекулы иммуноглобулина ферментом папаином, при этом из одной молекулы мономерного иммуноглобулина образуются два Fab и один Fc. Фермент пепсин разрезает иммуноглобулины ниже шарнирного участка и при этом образуется один мономер Fc и один F(ab)2.
Fab нашли некоторое применение в неотложной медицине в качестве противоядия от укусов змей.